# Libor Dobner
Pour les articles homonymes, voir Dobner.
Libor Dobner, né le 30 août 1952 à Slaný est un écrivain tchèque. 

## Biographie
En 1969-1972, il est diplômé de l'École professionnelle des libraires de Luhačovice, puis étudie brièvement le théâtre au Conservatoire populaire de Prague (1972-1973) avec l'actrice Ljuba Skořepová. En 1976, il est diplômé de l'école professionnelle secondaire pour ouvriers de Luhačovice et dirige une boutique axée sur la culture du livre.
En 1970, il devient membre de la troupe de théâtre Slánská scena. Il est l'auteur de nombreuses pièces de théâtre et de paroles de chansons. En 1989, il devient administrateur de la fauconnerie de Slaný et, depuis 2001, il est également président de l'association locale d'athlétisme du Sokol.
Il s'intéresse également à l'histoire régionale et, en plus de plusieurs livres, a publié un certain nombre d'articles, qui sont publiés principalement dans Slánské listy depuis 1993.
Entre 2006 et 2014, il a également été représentant de la ville de Slaný,,.

## Publication
- Zdeněk Kuchyňka et Libor Dobner, Historie a současnost podnikání na Kladensku a Slánsku, vol. 1, Žehušice, Městské knihy, 2005, 295 p. (ISBN 80-86699-25-0)